# Borisov
Borisov je priimek več oseb (bolgarsko Борисов, rusko Бори́сов, ukrajinsko Бори́сов):
- Aleksander Aleksejevič Borisov (1866 - 1934), ruski slikar (polarnih področij)
- Bojko Borisov (* 1960), bolgarski politik in premier
- Igor Andrejevič Borisov (1924 - 2023), ruski veslač
- Genadij Borisov
  - Genadij Vladimirovič Borisov (* 1962), ruski izdelovalec teleskopov in ljubiteljski astronom
- Peter Borisov (1921 - 2011), slovenski ginekolog in zgodovinar medicine
- Sergej Borisov (* 1955), ruski hokejist